# Лібрамон-Шевіньї
Лібрамон-Шевіньї — комуна у Валлонії, розташована в провінції Люксембург, округ Нефшато. Належить Французькому мовному співтовариству Бельгії. На площі 177,86 км² проживає 9851 особа (щільність населення — 55 осіб/км²), з яких 49,01 % — чоловіки та 50,99 % — жінки. Середній річний дохід душу населення 2003 року становив 10 760 євро.
Поштовий код: 6800. Телефонний код: 061.